# Determination (ナイトdeライトのシングル)
『determination』（ディターミネーション）は、ナイトdeライトの通算12枚目のシングル。2020年1月に始まった、12か月連続CDリリース企画の6枚目。2020年6月25日に発売。

## 概要
ナイトdeライトの11thシングル。
『tribute』に続き、2020年の企画「12カ月連続CDリリース」の第6弾。
「12カ月連続CDリリース」でリリースされた各CDタイトルの頭文字を繋げると「Night de Light」となる仕掛けが施されている。

## 収録曲

### リスト
| #         | タイトル               | 作詞     | 作曲・編曲 | 時間 |
| --------- | ---------------------- | -------- | ---------- | ---- |
| 1.        | 「rule」               | 平野翔一 | 平野翔一   | 3:24 |
| 2.        | 「スピーチは臆病者」   | 田中満矢 | 田中満矢   | 5:15 |
| 3.        | 「幸せってなんだろう」 | 長沢紘宣 | 長沢紘宣   | 4:50 |
| 合計時間: | 合計時間:              | 13:29    |            |      |

### 収録曲について
1. rule
作詞/作曲:平野翔一
2. スピーチは臆病者
作詞/作曲:田中満矢
曲の間奏部分で「自由のペン」を歌っている。
3. 幸せってなんだろう
作詞/作曲:長沢紘宣
STVラジオ、2020年6月の推薦曲。配信限定シングルとして先行配信された。

| スタブアイコン | サブスタブ | この項目は、まだ閲覧者の調べものの参照としては役立たない、シングルに関連した書きかけの項目です。この項目を加筆・訂正などしてくださる協力者を求めています（P:音楽/PJ:楽曲）。 |